# トマス・セント・ローレンス (第3代ハウス伯爵)
第3代ハウス伯爵トマス・セント・ローレンス（英語: Thomas St. Lawrence, 3rd Earl of Howth KP、1803年8月16日 – 1874年2月4日）は、アイルランド貴族。1822年までセント・ローレンス子爵の儀礼称号を使用した。

## 生涯
第2代ハウス伯爵ウィリアム・セント・ローレンスと2人目の妻マーガレット・バーク（Margaret Burke、1775年頃 – 1856年9月19日、ウィリアム・バークの娘）の息子として、1803年8月16日にダブリンで生まれた。アーマー県で教育を受けた後、1822年5月22日にケンブリッジ大学トリニティ・カレッジに入学した。
1822年4月4日に父が死去すると、ハウス伯爵位を継承した。
1835年7月22日、聖パトリック勲章を授与された。
ダブリン副統監の1人を務めた後、1851年4月7日から1874年2月4日までダブリン統監を務めた。
1874年2月4日に南フランスで死去、息子ウィリアム・ユリック・トリスタムが爵位を継承した。

## 家族
1826年1月9日、エミリー・ド・バーグ（Emily de Burgh、1807年8月13日 – 1842年12月4日 ダブリン、第13代クランリカード伯爵ジョン・トマス・ド・バーグの娘）と結婚、1男4女をもうけた。
- ウィリアム・ユリック・トリスタム（1827年6月25日 – 1909年3月9日） - 第4代ハウス伯爵、初代ハウス男爵[7]
- エミリー（1868年11月6日没） - 1859年10月26日、トマス・ゲイズフォード（Thomas Gaisford、1898年2月26日没）と結婚、子供あり[7]
- キャサリン・エリザベス（1913年3月10日没） - 1850年8月28日、ジェームズ・ジョセフ・ウェブル（James Joseph Wheble、1884年1月28日没）と結婚、子供あり[7]
- メアリー（1864年11月15日没） - 生涯未婚[7]
- マーガレット・フランシス（英語版） - 1861年6月20日、第2代準男爵サー・チャールズ・ドムヴィル（1884年7月10日没）と結婚

1851年2月27日、ヘンリエッタ・エリザベス・ディグビー・バーフット（Henrietta Elizabeth Digby Barfoot、1884年3月5日没、ピーター・バーフットの娘）と再婚、1男2女をもうけた。
- トマス・ケネルム・ディグビー（Thoams Kenelm Digby、1855年12月12日 – 1891年5月8日） - 生涯未婚[7]
- ヘンリエッタ・イライザ（Henrietta Eliza、1935年8月22日没） - 1881年9月6日、ベンジャミン・リー・ギネス（Benjamin Lee Guinness、1842年8月4日 – 1900年2月2日、初代準男爵サー・ベンジャミン・リー・ギネスの息子）と結婚、子供あり
- ジェラルディン・ディグビー（Geraldine Digby、1915年以降没）